# Gajara
Gajara (en népalais : गजरा) est un comité de développement villageois du Népal situé dans le district d'Achham. Au recensement de 2011, il comptait 1 599 habitants.